# سیارک ۵۰۰۳
سیارک ۵۰۰۳ (به انگلیسی: 5003 Silvanominuto، نامگذاری:1988ER2) پنج هزار و سومین سیارک کشف شده‌است که در ۱۵ مارس ۱۹۸۸ کشف شد.
قدر مطلق سیارک برابر ۱۹.۵ است.